# Alegeri generale în Regatul Unit, 2024
Alegerile generale din 2024 din Regatul Unit au avut loc joi, 4 iulie, și au fost în joc 650 de posturi de parlamentar⁠(d) în Camera Comunelor, camera inferioară a Parlamentului Regatului Unit. Partidul Conservator aflat la guvernare, condus de Rishi Sunak, a fost învins detașat de Partidul Laburist de opoziție, condus de Keir Starmer.
Aceste alegeri au adus prima victorie în alegeri generale a Partidului Laburist din 2005 și au pus capăt celor paisprezece ani de guvernare ai Partidului Conservator ca partid principal de guvernare. Laburiștii au obținut o majoritate simplă de 174 de locuri și un total de 411 de locuri, al doilea cel mai bun rezultat al partidului ca număr de locuri în Parlament după alegerile generale din 1997⁠(d). Procentul de voturi obținut de partid, 33,7%, a fost însă cel mai mic dintre procentele obținute de toate guvernele majoritare din istoria electorală britanică. Laburiștii au devenit cel mai mare partid din Anglia pentru prima dată din 2005, în Scoția pentru prima dată din 2010 și și-au păstrat statutul de cel mai mare partid din Țara Galilor. Partidul a pierdut șapte locuri: cinci în fața candidaților independenți, în mare parte din cauza poziției sale față de războiul Israel-Hamas; unul în favoarea Partidului Verde din Anglia și Țara Galilor⁠(d); și unul în favoarea conservatorilor din cauza divizării voturilor de stânga de către un candidat susținut de Partidul Muncitorilor⁠(d). Partidul Conservator a cunoscut cea mai mare înfrângere din istoria sa, scăzând la 121 de locuri cu un procentaj de voturi de 23,7%. A pierdut 244 de locuri, inclusiv locurile a doisprezece miniștri din cabinet și al fostei prim-ministre Liz Truss. Conservatorii au pierdut toate locurile din Țara Galilor.
Partidele mai mici au avut rezultate bune la aceste alegeri, în parte din cauza votului tactic⁠(d) anticonservator, iar procentele combinate ale laburiștilor și conservatorilor, de 57,4%, reprezintă cel mai scăzut număr de la alegerile generale din 1918⁠(d). Liberal-democrații, conduși de Ed Davey⁠(d), au obținut cele mai semnificative câștiguri, obținând un total de 72 de locuri, cel mai bun rezultat din istoria partidului care a devenit al treilea partid ca mărime din Camera Comunelor, un statut pe care îl mai deținuse anterior, dar îl pierduse la alegerile generale din 2015⁠(d). Reform UK a obținut al treilea procent de voturi și a obținut 5 locuri, iar Partidul Verde din Anglia și Țara Galilor a obținut 4 locuri; ambele partide au obținut cele mai bune rezultate parlamentare din istorie, pentru prima oară obținând mai mult de un singur loc. În Țara Galilor, Plaid Cymru a câștigat 4 locuri. În Scoția, Partidul Național Scoțian a scăzut de la 48 de locuri la 9 și și-a pierdut statutul de al treilea partid ca mărime în Camera Comunelor. În Irlanda de Nord, care are alte partide politice decât restul Regatului, Sinn Féin și-a păstrat cele 7 locuri și, prin urmare, a devenit cel mai mare partid. Partidul Democrat Unionist⁠(d) a câștigat 5 locuri, în scădere de la cele 8 pe care le obținuse la alegerile generale din 2019. Partidul Social Democrat și Laburist⁠(d) a câștigat două locuri, iar Partidul Alianței Irlandei de Nord, Partidul Unionist din Ulster, Vocea unionistă tradițională și un candidat independent au câștigat câte un loc.
Laburiștii au intrat în alegeri cu un avantaj mare față de conservatori în sondajele de opinie, iar dimensiunea potențială a victoriei partidului a fost subiect de discuție în perioada campaniei. Economia, sănătatea, educația⁠(d), dezvoltarea infrastructurii, imigrația, locuințele și energia au fost și ele subiecte de campanie. Alegerile au fost primele desfășurate folosind noile colegii implementate după revizuirea periodică a circumscripțiilor din 2023, primele alegeri generale în care a fost necesară identificarea cu fotografie⁠(d) pentru a vota personal în Marea Britanie, primele alegeri generale din timpul domniei regelui Charles al III-lea și primele convocate în temeiul legii privind dizolvarea și convocarea Parlamentului din 2022.